# Gregorio Morales (futbolista)
Gregorio Nicolás Morales, también conocido como Goyo Morales, fue un jugador y entrenador seleccionador de fútbol costarricense.

## Trayectoria deportiva
"Goyo" empezó jugando en un equipo de su barrio llamado el San Luis F.C donde jugó con el defensa Carlos "Chale" Silva que luego triunfaría en el fútbol colombiano además de Rodolfo "Butch" Muñoz quien jugaría con éxito en el fútbol de México. "Goyo" jugó junto a Muñoz en el Hispano Atlético en la Primera División de Costa Rica en 1932. Al año siguiente pasaría al Club Sport La Libertad donde ganaría el Campeonato de Fútbol de 1934. 
Jugó en una de las selecciones costarricenses en los Juegos Centroamericanos y del Caribe de Panamá 1938 con jugadores como Rodolfo Butch Muñoz, Mario Jones, Alejandro Morera Soto, Hernán Bolaños, Santiago Bonilla y "Toño" Hutt. En ese torneo, pese a las figuras presentadas la Selección de Costa Rica obtuvo la medalla de plata del certamen. "Goyo" de 1941 a 1943 jugó en el Club América de México.
Fue asistente técnico de Alfredo Piedra de la Selección conocida como los "Chaparritos de Oro" en los II Panamericanos de Fútbol en México 1956 en el que Costa Rica ocupó el tercer lugar detrás de Brasil y Argentina y por encima de Perú, México y Chile.
En 1963 asumió la dirección técnica del equipo de su barrio el Deportivo Nicolás Marín actualmente llamado Club Deportivo Barrio México, al que logra ascender por primera vez en su historia tras vencer en repechaje al Club Sport Herediano.

## Palmarés

### Campeonatos como jugador
| Título                     | Club                   | País       | Año  |
| -------------------------- | ---------------------- | ---------- | ---- |
| Ascenso a Primera División | Hispano Atlético       | Costa Rica | 1931 |
| Primera División           | Club Sport La Libertad | Costa Rica | 1934 |

### Campeonatos como entrenador
| Título                     | Club                    | País       | Año  |
| -------------------------- | ----------------------- | ---------- | ---- |
| Ascenso a Primera División | Deportivo Nicolás Marín | Costa Rica | 1963 |